# Bila Krînîțea, Velîka Oleksandrivka
Bila Krînîțea (în ucraineană Біла Криниця) este o așezare de tip urban din raionul Velîka Oleksandrivka, regiunea Herson, Ucraina. În afara localității principale, mai cuprinde și satele Bilousove și Pervomaiske.

## Demografie
Componența lingvistică a așezării de tip urban Bila Krînîțea
     Ucraineană (92,23%)
     Rusă (6,57%)
     Alte limbi (0,45%)
Conform recensământului din 2001, majoritatea populației așezării de tip urban Bila Krînîțea era vorbitoare de ucraineană (92,23%), existând în minoritate și vorbitori de rusă (6,57%).